# Залісення

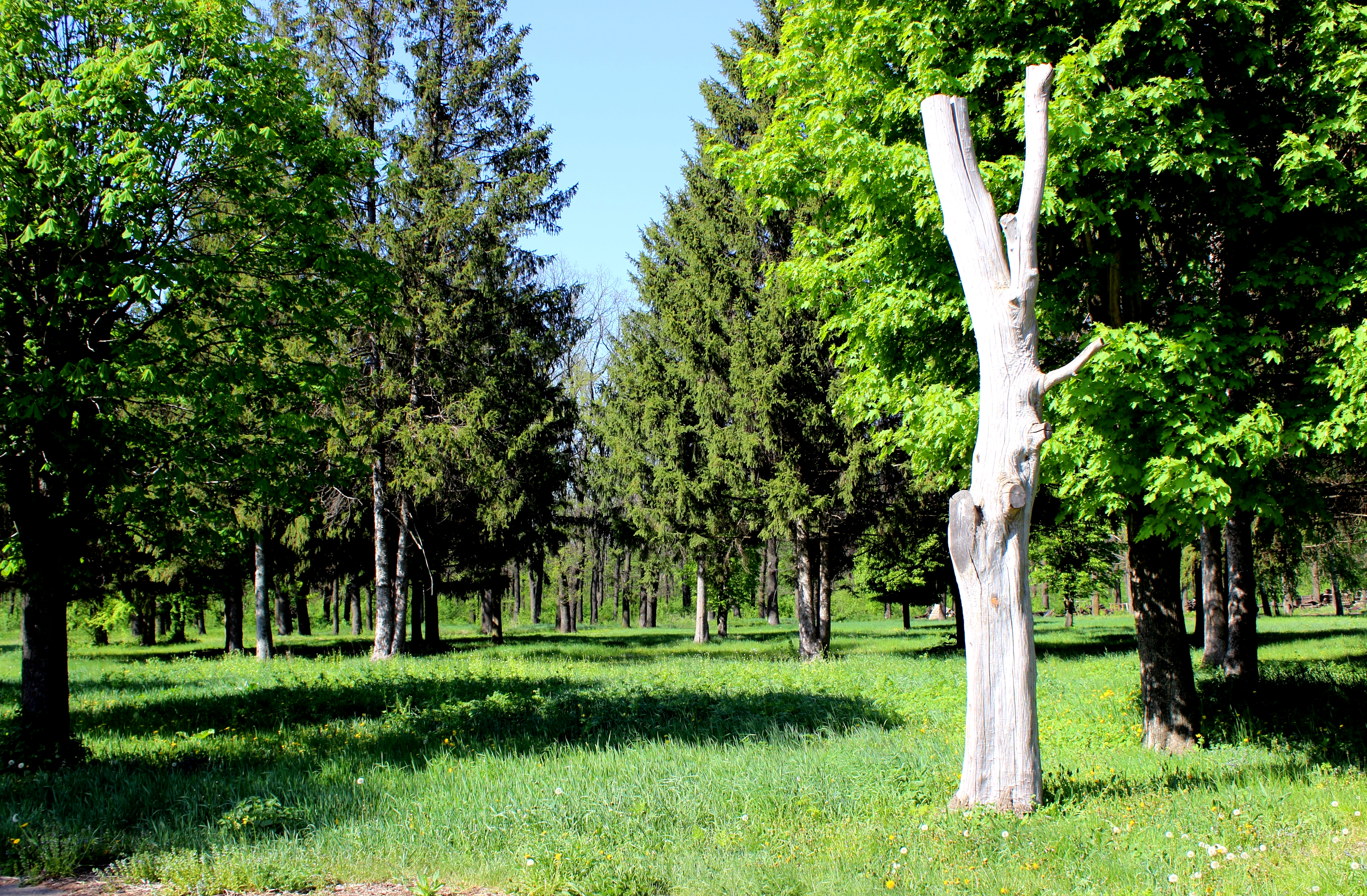
Лісовий заказник «Великоанадольський»

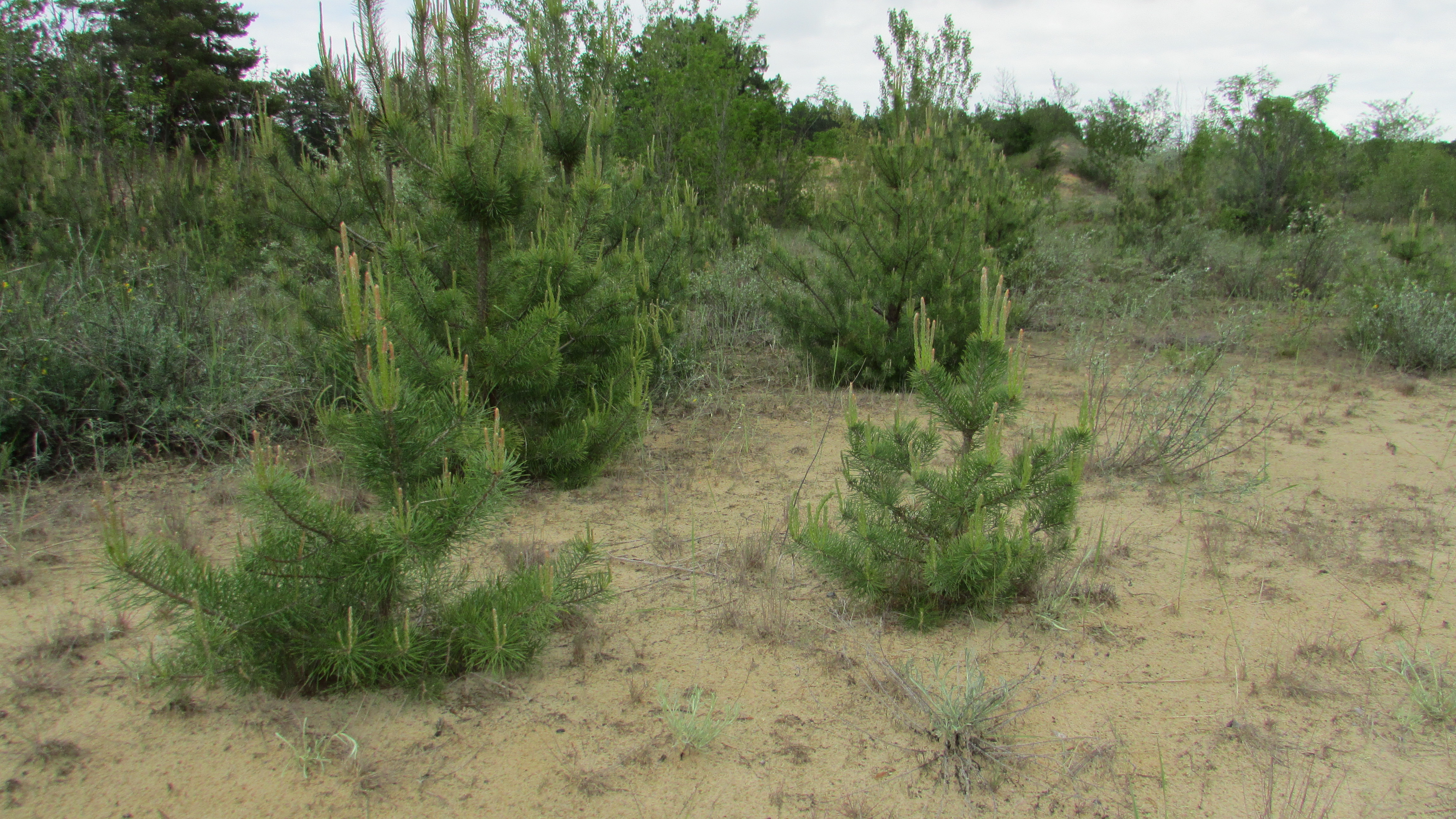
Багаторічне лісорозведення на Олешківських пісках врятувало від опустелення та ерозії величезні прилеглі земельні площі Херсонщини

Залісення — штучне лісорозведення з метою розширення лісових площ, відновлення лісу, рекультивації земель, а також один з видів полезахисної та водоохоронної меліорації. Особливо важливо залісення в пустелях, напівпустелях і сухих степах. Так, в 1843 р на півдні Донецького кряжа були зроблені посадки широколистяних дерев. Тепер це Великоанадольський ліс з властивим для нього підліском, птахами й тваринами, не властивими для степу. Він став захистом від вітрової ерозії великого округу.
З метою природного відновлення лісів на ділянках залишаються:
- зруби з достатньою кількістю життєздатного самосіву і підросту головних і супутніх порід, що відповідають корінним типам деревостанів;
- зруби, згарища, на яких проведення заходів щодо сприяння природному поновленню буде достатнім для наступного відновлення цінних порід і формування високопродуктивних молодняків;
- зруби в деревостанах, в яких забезпечується успішне порослеве і насіннєво-порослеве відновлення (зруби вільхи, верби, осокора в усіх лісорослинних зонах, а також листяних порід у байрачних лісах I і II генерації), а вирощені молодняки відповідатимуть цільовому призначенню[2].

Лісові культури створюються шляхом садіння сіянців, саджанців, дичок, живців або висівання насіння деревних порід і чагарників.

## Російсько-українська війна
Військові дії призвели до серйозних втрат у лісовому господарстві України. Зокрема, за 2022 – 2023 роки на Херсонщині було втрачено 5506,1 га лісу, вартістю орієнтовно у 1294 млн гривень. У відповідь на це українська влада започаткувала програму залісення територій "Зелена країна". Так, у 2023 році лісниками на Миколаївщині було створено понад 3 тис. гектарів нових лісів. 
На 2024 рік заплановано створення 5.5 тис. гектарів лісів в межах Миколаївської та Одеської областей. До квітня висадили понад 113 мільйонів сіянців. В результаті цього було створено нових лісів на площі 2,1 тисячі гектар. З них на Південний офіс лісництва (три області півдня без Запоріжжя) припало 11,3 мільйона сіянців. Це третій результат серед усіх філій держпідприємства, який поступається лише Київщині та Поліссю, де традиційно велика лісова зона.